# Wilmatte Porter Cockerell
Pour les articles homonymes, voir Porter et Cockerell.
Wilmatte Porter Cockerell (28 juillet 1870 - 15 mars 1957) est une botaniste, entomologiste et professeure américaine, connue pour le grand nombre d'espèces qu'elle a découvertes et collectées.  De nombreux spécimens sont nommés en son honneur.

## Biographie
Wilmatte Cockerell, née Porter, voit le jour en 1869 à Leon, dans l'État d'Iowa. Elle étudie à l'université de Standford et y est diplômée en 1898.
À partir de 1899, elle enseigne la biologie à la New Mexico Normal School de Las Vegas. Elle y fait la connaissance de Theodore Dru Alison Cockerell, employé dans la même université. Ils travaillent en collaboration pour établir une station d'expérimentation agricole,.
Wilmatte Porter épouse Theodore Cockerell le 19 juin 1900. Avant comme après leur mariage, Wilmatte se rend souvent en campagne de collecte de spécimens, accompagnée de Theodore ou seule. Elle collabore aux recherches scientifiques de son époux, ainsi qu'à la rédaction des résultats. Son soutien et le travail qu'elle fournit stimulent largement la carrière de Theodore Cockerell.
Après son mariage, Wilmatte Cockerell continue d'enseigner, collecter, faire des recherches et rédiger des articles. Elle subvient aux besoins de sa famille, tant par sa carrière de professeur que par les spécimens qu'elle vend au retour de ses expéditions.

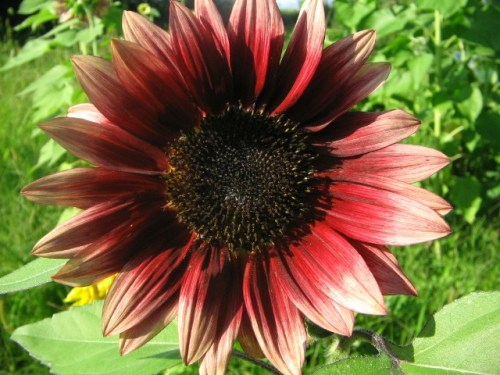
Tournesol rouge

En 1904, Wilmatte et Theodore Cockere déménagent à Boulder, dans l'État du Colorado, où Wilmatte est employée en tant qu'enseignante à la Colorado State Preparatory School. La grande majorité du restant de sa carrière de professeur se déroule dans cet établissement.
En 1910, Wilmatte fait la découverte d'un tournesol de couleur rouge dans un champ en face de chez elle. Elle transfère ce tournesol mutant dans son jardin, l'étudie et le cultive, au point qu'elle réussit à en produire de nouvelles graines. Des compagnies spécialisées telles que Peter Henderson & Co vendent ces graines à travers le monde,. Cockerell reçoit, en récompense de son travail sur les tournesols rouges, une médaille à l'exposition internationale de Panama-Pacific à San Francisco en 1915.

## Recherches notables
En août 1902, Wilmatte Cockerell entreprend un voyage à Truchas Peak, dans le comté de Rio Arriba au Nouveau-Mexique, où elle collecte des abeilles et d'autres insectes. Ce voyage donne lieu à sa première publication sous son propre nom, "A trip to the Truchas Peaks, New Mexico" dans le journal The American Naturalist.
En 1904, Porter publie un article dans Science à propos de plantes productrices de caoutchouc.
En 1906, elle visite Florissant avec son mari, S. A. Rohwer et W. M. Wheeler. Avec eux, elle collecte plusieurs spécimens d'insectes fossiles présents sur place, entreprend des recherches et réalise des publications.
Durant les étés suivant 1911, les Cockerell entreprennent plusieurs voyages scientifiques dans le but de collecter des abeilles, des insectes, et d'étudier la flore et la faune. Ces voyages permettent à Wilmatte Cockerell de rassembler une collection non seulement suffisante pour ses recherches, mais également pour celles de ses collègues entomologistes. Pour la remercier, ses collègues lui rendent souvent hommage en baptisant des spécimens à son nom. C'est le cas de Siever Allen Rohwer, qui renomme en son honneur de nouvelles espèces de guêpes découvertes par elle au Guatemala à la suite d'un voyage réalisé en 1912. Durant ce même voyage, Wilmatte collecte trois spécimens de cactus pour le National Herbarium du Smithsonian. Elle les envoie au botaniste Joseph Nelson Rose, qui baptiste une des trois espèces Wilmattea minutiflora.
En 1918, un voyage dans la Peaceful Valley au Colorado lui permet de ramener de nouvelles espèces inédites.
Les époux Cockerell parcourent l'Europe en 1921. Wilmatte Cockerell est présente à l'Edinburg Garden lorsque Isaac Bayley Balfour prouve que la plante Primula ellisiae, nommée ainsi en l'honneur d'une des élèves de Theodore Cockerell, Charlotte Cortlandt Ellis, est une espèce distincte de Primula rusbyi. On considère aujourd'hui que les deux spécimens font partie de la même espèce.
En 1923, les époux entreprennent un voyage au Japon, à bord du steamer Aleut. Ils échappent de peu au grand tremblement de terre du Kanto. Le Denver Times publie un article où les époux sont déclarés disparus et probablement morts durant la catastrophe.
À la fin de l'année 1931, Wilmatte participe à l'expédition scientifique Cockerell-Mackie-Ogilvie en Afrique. Au Congo, le groupe récolte plus de 16 000 spécimens. Un grand nombre de ces spécimens n'étaient pas connus de la science avant que Wilmatte Cockerell ne les collecte.

## Fin de vie
Suivant la retraite de Theodore Cockerell, les époux passent ensemble leurs hivers en Californie. Ils travaillent en tant que conservateurs volontaires au Desert Museum de Palm Springs, en Californie, à partir de l'année 1941. En compensation de cette activité non rémunérée, ils reçoivent un logement jusqu'en 1945. En 1946, les époux Cockerell travaillent à l'Escuela Agricola Panamericana de Tegucigalpa, dans le Honduras.
Après la mort de Theodore à San Diego, en Californie, en 1948, Wilmatte Cockerell enseigne à la Piney Woods School près de Jackson, dans l'État du Mississippi.
Elle meurt le 15 mars 1957, à Los Angeles. Elle est enterrée au cimetière de Columbia, à Boulder, dans l'État du Colorado,.

## Espèces nommées en l'honneur de Wilmatte Porter Cockerell
- Anthidium porterae Cockerell, T. D. A. 1900. Annals and Magazine of Natural History. Ser. 7 5: 411.
- Felimare porterae Cockerell, T. D. A. (1902) The Nautilus, 16(2): 19-21.
- Viola wilmattae Pollard, C. L. & Cockerell, T. D. A. 1902. Proceedings of the Biological Society of Washington. 15: 178.
- Andrena wilmattae Cockerell, T. D. A.1906. Annals and Magazine of Natural History. Ser. 7 17: 224.
- Perdita wilmattae Cockerell, T. D. A. 1906. Bulletin of the American Museum of Natural History. 22: 441.
- Bombus lateralis wilmattae Cockerell, T. D. A. 1912. Annals and Magazine of Natural History. Ser. 8 10: 21.
- Arachnophroctonus cockerellae Rohwer, S. A. 1914. Proceedings of the United States National Museum. 47: 515.
- Teucholabis cockerellae Alexander, C. P. 1915. Proceedings of the United States National Museum. 48: 442
- Ptiloglossa wilmattae Cockerell, T. D. A. 1949. Proceedings of the United States National Museum. 98 (3233): 432.
- Coelioxys wilmattae Cockerell, T. D. A. 1949. Proceedings of the United States National Museum. 98 (3233): 451.
- Exomalopsis wilmattae Cockerell, T. D. A. 1949. Proceedings of the United States National Museum. 98 (3233): 454.